# Helina umbrosa
Helina umbrosa este o specie de muște din genul Helina, familia Muscidae. A fost descrisă pentru prima dată de Wulp în anul 1896. Conform Catalogue of Life specia Helina umbrosa nu are subspecii cunoscute.